# Edward Funk

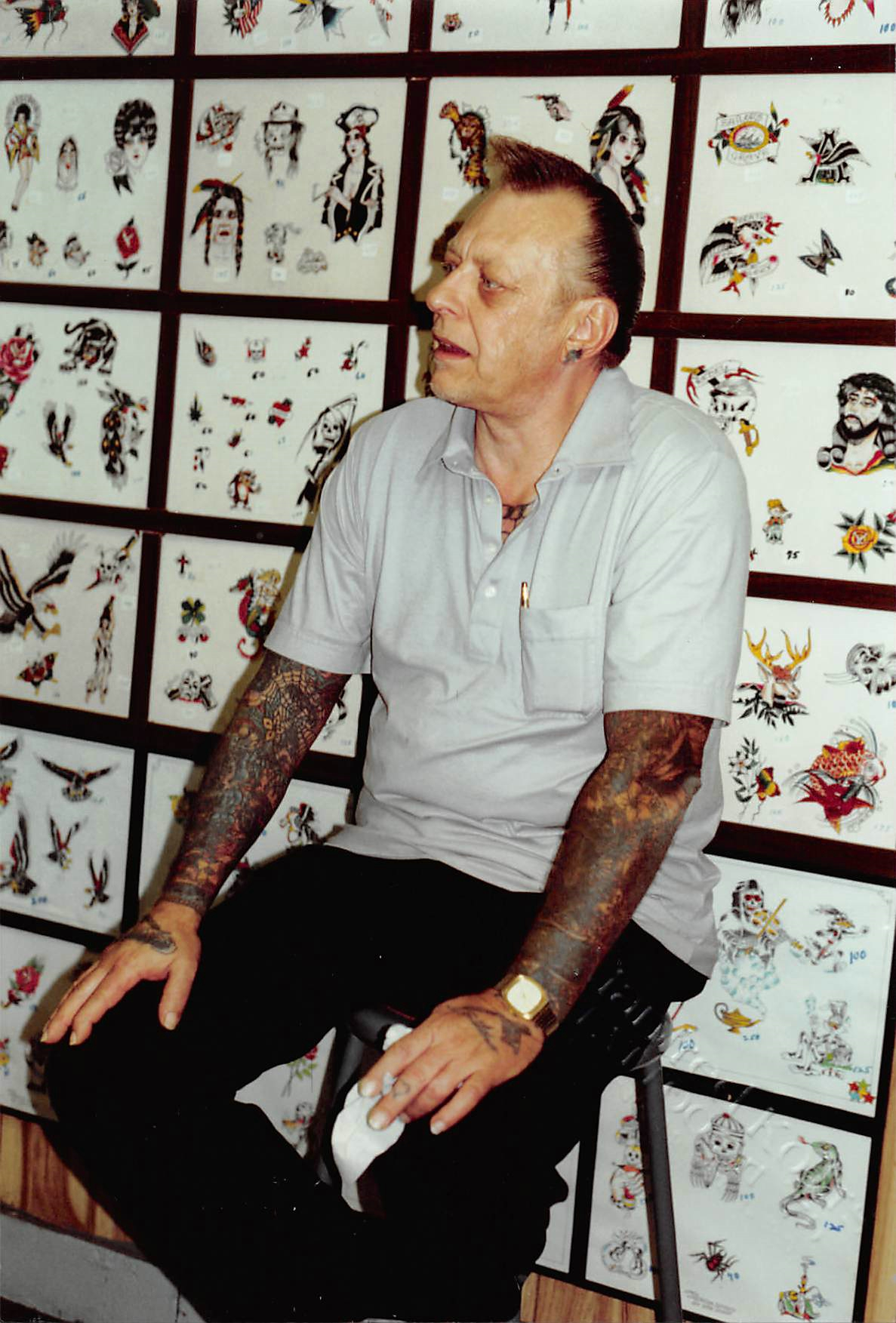
Edward Funk in seinem Studio 1979

Edward Thomas Funk (* 22. August 1936 in  Queens, New York City; † 8. Oktober 2016) war ein US-amerikanischer Tätowierer, der es unter dem Namen Crazy Philadelphia Eddie zu überregionaler Bekanntheit brachte. Er organisierte die ersten Tattoo Conventions in den USA und begründete 1976 die erste  US-amerikanische Tätowierervereinigung, den National Tattoo Club of the World.

## Leben

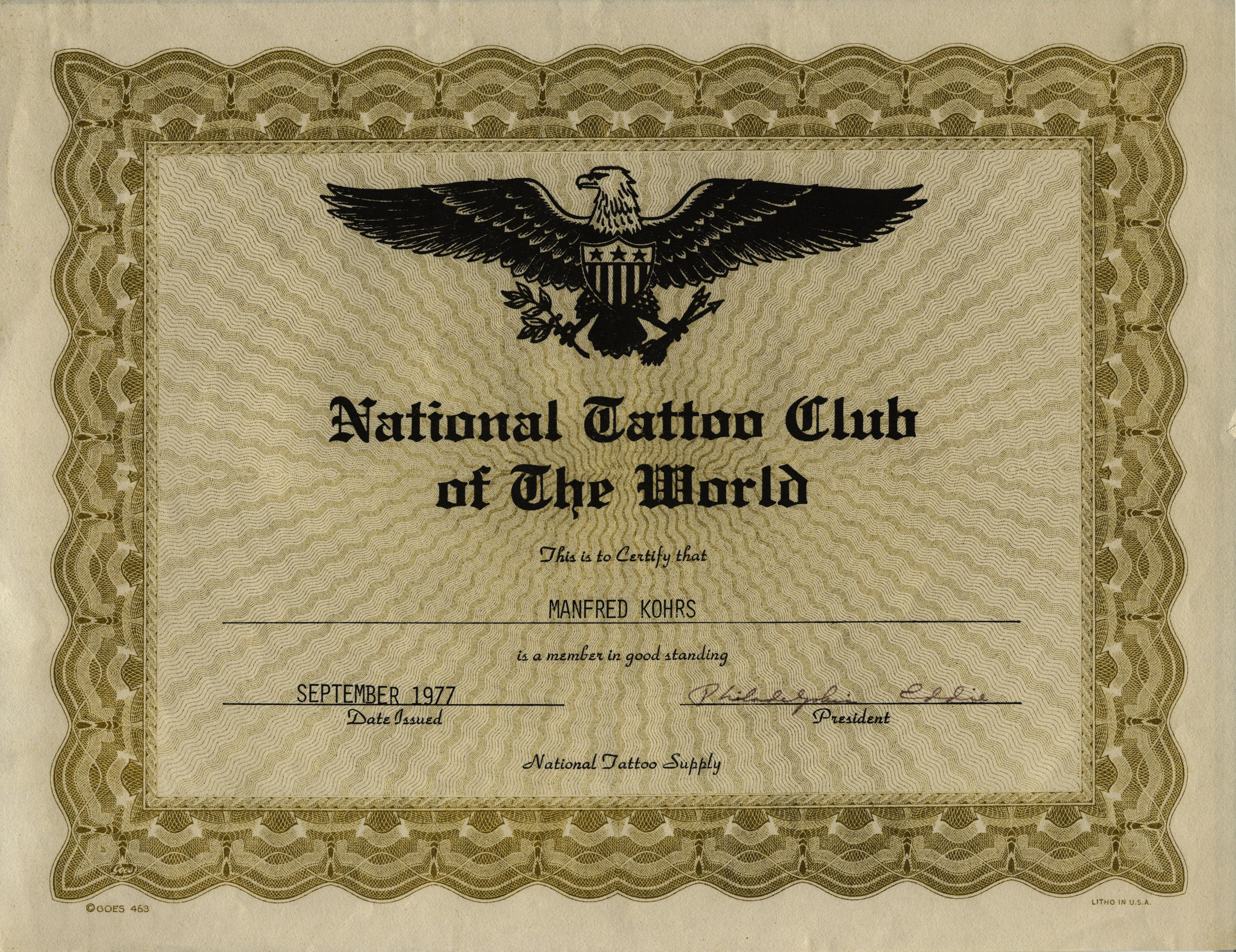
Mitgliedsurkunde des National Tattoo Club of the World, ausgestellt für Manfred Kohrs von „Philadelphia“ Edward Funk, 1977

Edward Funk erhielt seine erste Tätowierung im Alter von 15 Jahren, es war ein Totenkopf. Im Jahr 1952 begann er für einen Tätowierer namens Brooklyn Blackie, auch Electric Rembrandt genannt, zu arbeiten. Bereits nach kurzer Zeit eröffnete er zusammen mit Lou Rubino ein Studio auf Rockaway Peninsula. Später betrieb er ein eigenes Studio in Coney Island. Nachdem im Jahr 1961 die Gesundheitsbehörde von New York nach einigen Hepatitisfällen das Tätowieren verbot und die Studios schließen ließ, übersiedelte Funk nach Philadelphia, eröffnete ein Studio und gründete ein Unternehmen für Tätowiererausstattungen, die United Tattoo Supply Company.
Im Jahr 1976 war Funk Mitbegründer und erster Präsident des National Tattoo Club of the World, der 1978 in National Tattoo Association umbenannt wurde.  2008 spielte er u. a. mit Don Ed Hardy und Lyle Tuttle in dem Dokumentarfilm Hori Smoku Sailor Jerry: The Life of Norman K. Collins mit. 2009 nahm Funk an der Ausstellung Skin and Bones: Tattoos in the Life of the American Sailor im Independence Seaport Museum in Philadelphia teil.

## Publikationen
- Eddie Funk (Hrsg.): Tattooing: The Life and Times of Crazy Philadelphia Eddie, My Vida Loca, Vol. 1. Ghostwriter: Dr. Eric Foemmel 2010, ISBN 1-4507-2441-8.